# Bistum Albany
Das Bistum Albany (lateinisch Dioecesis Albanensis in America, englisch Diocese of Albany) ist eine Diözese der römisch-katholischen Kirche in den USA mit Sitz in Albany, der Hauptstadt des Bundesstaates New York.

## Geschichte
Die Diözese wurde am 23. April 1847 durch Papst Pius IX. aus dem Bistum New York herausgenommen und untersteht diesem heute als Suffraganbistum. Am 15. Februar 1872 wurde das Bistum Ogdensburg durch Papst Pius IX. errichtet und vom Bistum Albany abgetrennt, am 26. November 1886 wurde das Bistum Syracuse errichtet und ebenfalls aus dem Gebiet des Bistums herausgenommen.

## Kathedrale
Bischofskirche ist die Kathedrale Immaculate Conception (Unbefleckte Empfängnis). Sie wurde im Jahr 1852 fertiggestellt.

## Bischöfe
- John McCloskey (1847–1864, danach Erzbischof von New York)

- John Joseph Conroy (1865–1877)
- Francis McNeirny (1877–1894)
- Thomas Martin Aloysius Burke (1894–1915)
- Thomas Francis Cusack (1915–1918)
- Edmund Francis Gibbons (1919–1954)
- William Aloysius Scully (1954–1969)
- Edwin Bernard Broderick (1969–1976)
- Howard James Hubbard (1977–2014)
- Edward Scharfenberger (seit 2014)